# Wolfgang Fürstner
Wolfgang Fürstner, né le 4 avril 1896 à Posen, en Prusse, et mort le 19 août 1936 à Döberitz, dans le Brandebourg, en Allemagne, est un officier allemand, responsable du village olympique de 1936.

## Biographie
Wolfgang Fürstner est marié à Leonie von Schlick, fille de Marie Gräfin von Reventlow et Albert Heinrich Hans Karl von Schlick (1874–1957), le dernier commandant du SMS Derfflinger.
Il est chargé de la construction et de l'organisation du village olympique de Berlin pour les Jeux olympiques d'été de 1936.
Il est remplacé par le lieutenant-colonel Werner Freiherr von und zu Gilsa en juin 1936. Il a été rétrogradé au poste de vice-commandant. Officiellement, sa rétrogradation était due au fait qu'il n'avait pas agi avec l'énergie nécessaire, parce que 370 000 visiteurs avaient dégradé le village durant la journée porte ouverte. Cette explication était un prétexte pour le dénigrer en raison de ses antécédents, ainsi que l'escrimeuse Helene Mayer et le hockeyeur Rudi Ball, pour leurs ascendances juives,.
Il se suicide le 19 août 1936 d'une balle de pistolet, la propagande nazie parlant alors d'un accident alors qu'il nettoyait son revolver.